# Dél-jemeni labdarúgó-válogatott
A Dél-jemeni labdarúgó-válogatott Dél-Jemen nemzeti labdarúgó-csapata volt 1965 és 1989 között. Ázsia-kupán egy alkalommal, 1976-ban szerepelt. Elindult az 1986-os világbajnokság selejtezőiben.
1990-ben megszűnt, miután egyesítették Észak-Jemennel, ezzel megalakítva Jement, melynek csapata a Jemeni labdarúgó-válogatott.

## Nemzetközi eredmények
Ázsia-kupa
- Negyedik hely: 2 alkalommal (1956, 1960)

### Világbajnoki- és Ázsia-kupa-szereplés

#### Világbajnoki szereplés
| Év       | Eredmény      | Hely          | M             | Gy            | D             | V             | Rg            | Kg            |
| -------- | ------------- | ------------- | ------------- | ------------- | ------------- | ------------- | ------------- | ------------- |
| 1930     | Nem létezett  | Nem létezett  | Nem létezett  | Nem létezett  | Nem létezett  | Nem létezett  | Nem létezett  | Nem létezett  |
| 1934     | Nem létezett  | Nem létezett  | Nem létezett  | Nem létezett  | Nem létezett  | Nem létezett  | Nem létezett  | Nem létezett  |
| 1938     | Nem létezett  | Nem létezett  | Nem létezett  | Nem létezett  | Nem létezett  | Nem létezett  | Nem létezett  | Nem létezett  |
| 1950     | Nem létezett  | Nem létezett  | Nem létezett  | Nem létezett  | Nem létezett  | Nem létezett  | Nem létezett  | Nem létezett  |
| 1954     | Nem létezett  | Nem létezett  | Nem létezett  | Nem létezett  | Nem létezett  | Nem létezett  | Nem létezett  | Nem létezett  |
| 1958     | Nem létezett  | Nem létezett  | Nem létezett  | Nem létezett  | Nem létezett  | Nem létezett  | Nem létezett  | Nem létezett  |
| 1962     | Nem létezett  | Nem létezett  | Nem létezett  | Nem létezett  | Nem létezett  | Nem létezett  | Nem létezett  | Nem létezett  |
| 1966     | Nem indult    | Nem indult    | Nem indult    | Nem indult    | Nem indult    | Nem indult    | Nem indult    | Nem indult    |
| 1970     | Nem indult    | Nem indult    | Nem indult    | Nem indult    | Nem indult    | Nem indult    | Nem indult    | Nem indult    |
| 1974     | Nem indult    | Nem indult    | Nem indult    | Nem indult    | Nem indult    | Nem indult    | Nem indult    | Nem indult    |
| 1978     | Nem indult    | Nem indult    | Nem indult    | Nem indult    | Nem indult    | Nem indult    | Nem indult    | Nem indult    |
| 1982     | Nem indult    | Nem indult    | Nem indult    | Nem indult    | Nem indult    | Nem indult    | Nem indult    | Nem indult    |
| 1986     | Nem jutott be | Nem jutott be | Nem jutott be | Nem jutott be | Nem jutott be | Nem jutott be | Nem jutott be | Nem jutott be |
| 1990     | Visszalépett  | Visszalépett  | Visszalépett  | Visszalépett  | Visszalépett  | Visszalépett  | Visszalépett  | Visszalépett  |
| Összesen |               | 0/7           |               |               |               |               |               |               |

#### Ázsia-kupa-szereplés
| Év       | Eredmény      | Hely          | M             | Gy            | D             | V             | Rg            | Kg            |
| -------- | ------------- | ------------- | ------------- | ------------- | ------------- | ------------- | ------------- | ------------- |
| 1956     | Nem létezett  | Nem létezett  | Nem létezett  | Nem létezett  | Nem létezett  | Nem létezett  | Nem létezett  | Nem létezett  |
| 1960     | Nem létezett  | Nem létezett  | Nem létezett  | Nem létezett  | Nem létezett  | Nem létezett  | Nem létezett  | Nem létezett  |
| 1964     | Nem létezett  | Nem létezett  | Nem létezett  | Nem létezett  | Nem létezett  | Nem létezett  | Nem létezett  | Nem létezett  |
| 1968     | Nem indult    | Nem indult    | Nem indult    | Nem indult    | Nem indult    | Nem indult    | Nem indult    | Nem indult    |
| 1972     | Nem indult    | Nem indult    | Nem indult    | Nem indult    | Nem indult    | Nem indult    | Nem indult    | Nem indult    |
| 1976     | Csoportkör    | 6.            | 2             | 0             | 0             | 2             | 0             | 9             |
| 1980     | Visszalépett  | Visszalépett  | Visszalépett  | Visszalépett  | Visszalépett  | Visszalépett  | Visszalépett  | Visszalépett  |
| 1984     | Visszalépett  | Visszalépett  | Visszalépett  | Visszalépett  | Visszalépett  | Visszalépett  | Visszalépett  | Visszalépett  |
| 1988     | Nem jutott be | Nem jutott be | Nem jutott be | Nem jutott be | Nem jutott be | Nem jutott be | Nem jutott be | Nem jutott be |
| Összesen | Csoportkör    | 1/9           | 2             | 0             | 0             | 2             | 0             | 9             |